# Músculo sartorio
El músculo sartorio es un músculo de la región anterior del muslo, el más superficial, tiene forma de cinta que atraviesa todo el muslo en diagonal hacia dentro y abajo. Es el músculo más largo del cuerpo (mide aproximadamente, en un adulto de estatura media, unos 55 cm).

## Origen del nombre
Sartor quiere decir sastre en latín. Una de las teorías que indican su origen es que contrayendo este músculo se logra la posición típica de trabajo del sastre: sentado con las piernas cruzadas.

## Trayecto
Cuando alcanza la zona inferior del muslo el sartorio se hace horizontal y cruza hacia la zona interna de la rodilla, cruza la rodilla de atrás adelante y de arriba abajo, el tendón se aplana y ensancha al llegar a la interlínea de la articulación, será flexor de la articulación de la rodilla. Se inserta al inicio de la diáfisis de la tibia por su cara medial. En el mismo sitio donde se inserta el sartorio también se insertan otros dos tendones más formando la pata de ganso superficial (sartorio, grácil y semitendinoso); el sartorio es el más superficial de todos.

## Acciones
Este músculo tiene sus acciones sobre las dos articulaciones por las que pasa, cadera y rodilla. Es flexor de la cadera y aleja el fémur hacia afuera (abductor), también rotará la cabeza femoral hacia fuera, es decir, consigue poner el talón de un pie delante de la rodilla de la pierna contraria. En la rodilla será flexor, y a mitad de camino entre la flexión y la extensión colaborará en rotar la tibia hacia el interior con respecto al fémur. Ninguna de las acciones del músculo sartorio es pronunciada, de forma que es principalmente un músculo sinergista, que actúa junto con otros músculos del muslo que son los que producen los movimientos.
Forma el lado externo del triángulo de Scarpa y a partir del primer tercio del muslo el sartorio cubre por delante a las arterias y vasos. También se superpone a otros músculo el recto femoral (en su inicio), el psoas ilíaco, el pectíneo, el aductor mediano del muslo, el vasto interno del cuádriceps y el recto interno del muslo.